# Climate Emergency Fund
Der Climate Emergency Fund (CEF) ist eine Non-Profit-Organisation nach dem US-Steuercode 501(c)(3), die Einzelpersonen und Gruppen finanziert und unterstützt, welche die Öffentlichkeit über die Bedrohung durch den Klimawandel aufklären und von politischen Entscheidungsträgern Maßnahmen fordern. Er wurde 2019 von Investor Trevor Neilson und Rory Kennedy, der Tochter des ehemaligen US-Senators Robert F. Kennedy, in Kalifornien gegründet.
Die Geschäftsführerin des CEF ist Margaret Klein Salamon.
Die Organisation zielt darauf ab, Gelder zu sammeln und Klimaaktivisten durch Weiterbildungen und finanzielle Mittel zu unterstützen. Eine einzigartige Eigenschaft des Fonds ist, dass er monatliche Gehälter an Aktivisten zahlt, was bei einer nicht gewinnorientierten Organisation unüblich ist.

## Finanzierung
Aileen Getty, Enkelin des Öl-Tycoons Jean Paul Getty, hat mit einer Spende in Höhe von 500.000 US-Dollar die Anschubfinanzierung des Climate Emergency Fund geleistet.
Im September 2022 spendete der Hollywood-Filmregisseur Adam McKay vier Millionen US-Dollar an den Climate Emergency Fund. McKay wurde danach Mitglied des Vorstands des Fonds.
Abigail Disney, eine Erbin des Disney-Vermögens, spendete 200.000 US-Dollar.
Der CEF nimmt auch Spenden von Einzelpersonen entgegen, die sich für den Klimaschutz einsetzen und die Arbeit des Fonds unterstützen möchten.
Nach eigenen Angaben hat der CEF im Jahr 2022 5,1 Mio. US-Dollar an 44 Gruppierungen vergeben.

## Letzte Generation in Deutschland
Ein Beispiel für eine vom CEF finanzierte Gruppe ist die Letzte Generation in Deutschland. Der Climate Emergency Fund zahlt einigen Aktivisten ein Gehalt von 1300 Euro im Monat.

## Just Stop Oil in Großbritannien
Eine weitere vom CEF finanzierte Gruppe ist Just Stop Oil in Großbritannien. Just Stop Oil erregte Aufmerksamkeit durch  Proteste und Ölterminal-Blockaden, die zu Benzinengpässen führten. Just Stop Oil hat 1,3 Millionen US-Dollar vom CEF für einen Frühlingsaufstand („spring uprising“) im Jahr 2022 erhalten, um die Klimaprotestbewegung wiederzubeleben.

## Liste der vom CEF unterstützten Gruppierungen
- Extinction Rebellion UK[3]
- Extinction Rebellion France[3]
- Scientist Rebellion[3]
- Just Stop Oil[3]
- Alternatiba Paris[3]
- Renovate Switzerland[3]
- Fireproof Australia[3]
- Save Old Growth (Kanada)[3]
- Letzte Generation (Deutschland)[3]
- Ultima Generazione (Italien)[3]
- Declare Emergency (USA)[3]
- Extinction Rebellion DC[3]
- New York Communities for Change[3]
- West Virginia Rising / Coal Baron Blockade[3]
- Green New Deal Montgomery County[3]